# 콩나물 교실

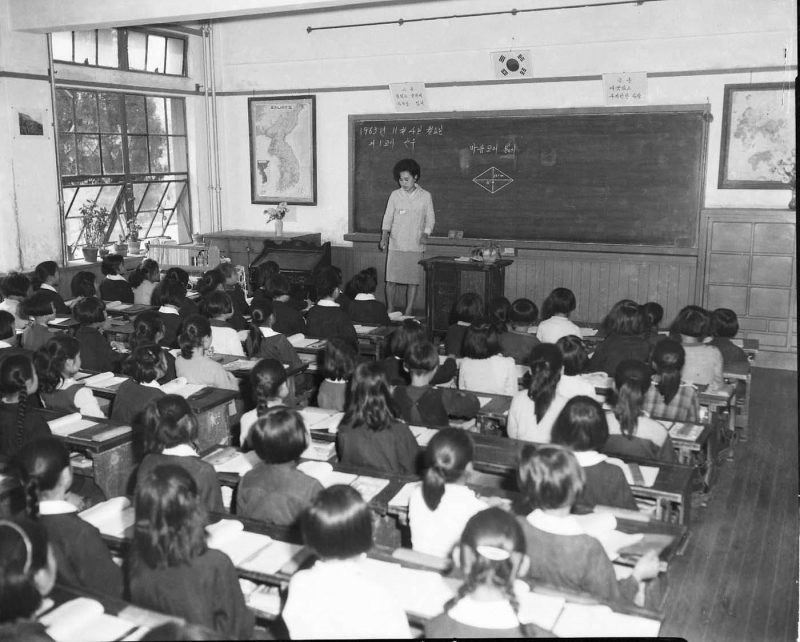
교실

콩나물 교실(-敎室)은 대한민국에서 과밀학급을 일컫는 명칭으로, 좁은 교실에 학생들이 모여 빽빽하게 앉아 있는 모습이 콩나물 시루를 연상시켜 붙여졌다.
과밀학급 현상은 충분히 시설이 확충되지 않은 상태에서 해당 연령대의 전 아동을 대상으로 한 초등 의무교육이 시행되면서 예고된 일이었다. 과밀학급은 출산율 증가로 인한 급격한 인구의 증가와 도시 개발로 인한 인구 유입으로 인해 더욱 심해지기도 하였고, 초등학교를 졸업한 학생들이 상급학교로 진학하면서 과밀학급은 초·중·고 학급의 전반적인 문제가 되었다. 
1978년 서울 독산초등학교 2학년5반. 이 학급은 당시 학생수 140명 으로 우리나라 최고 「콩나물 교실」을 기록했다.

대한민국 정부는 새로 학교를 짓고 학급과 교사 수를 늘리는 등 개선책을 마련하였으나, 실질적으로는 출산율 감소로 인해 취학 아동의 수가 감소하면서 과밀학급의 문제가 해결되었다.